# Резиденция Абылай-хана
Резиденция Абылай-хана (каз. Абылай ханның резиденциясы) или Белый дом Абылая (каз. Абылайдың ақ үйі) — музейный комплекс, посвящённый Абылай-хану, у крепости Петра в Петропавловске. Памятник истории и культуры Казахстана республиканского значения.
Каменное здание, в котором в настоящее время находится музей, возведено в 1829 году (уже после смерти Абылай-хана) на месте деревянного дома, где когда-то располагалась резиденция Абылай-хана.

## История
Присоединению казахских жузов к Российской империи предшествовало строительство в 1752 году на высоком побережье реки Ишим крепости святого Петра как центрального форпоста Пресногорьковской линии военных укреплений. Поводом для её строительства послужило налаживание политических и торгово-экономических отношений между российской администрацией и ханской властью. В связи с этим возникла необходимость в строительстве также специальной резиденции хана для решения вопросов, возникавших в ходе участившихся казачьих рейдов в степь, угоном скота у коренного населения и захватом земельных участков. Архивные материалы свидетельствуют, что «по просьбе его, Аблая-хана, для пребывания его построен прямо крепости св. Петра вверх по реке Ишиму, в горах Енгустау, с 1765 году деревянный дом». Таким образом, дом Абылая был предназначен не только для пребывания, но и для решения конфликтных ситуаций.
Существовали различные предположения о местонахождении данного здания. В настоящее время распространена версия историков-краеведов, что оно находилось в 2—3 км от крепости, на «горе», а впоследствии (со второй половины XIX века) это место оказалось в черте города Петропавловска. Деревянное здание, вероятно, сгорело во время одного из пожаров, и на его месте в 1824 или 1829 году был возведён каменный лазарет.